# Daniel Follonier
Daniel Follonier (Sierre, 18 gennaio 1994) è un calciatore svizzero, centrocampista del Collex-Bossy.

## Carriera

### Club
Il 10 luglio 2018, il Servette annuncia di aver trovato un accordo con il Lucerna per il prestito di una stagione del giocatore. Fa il suo esordio ufficiale con la maglia granata, il 21 luglio 2018 sul campo dell'Aarau durante la prima partita della stagione e segna la sua prima rete per la squadra ginevrina in occasione della partita casalinga contro la stessa squadra argoviese il 20 ottobre.

## Statistiche

### Presenze e reti nei club
Statistiche aggiornate al 15 ottobre 2017.
| Stagione        | Squadra         | Campionato      | Campionato | Campionato | Coppe nazionali | Coppe nazionali | Coppe nazionali | Coppe continentali | Coppe continentali | Coppe continentali | Altre coppe | Altre coppe | Altre coppe | Totale | Totale |
| Stagione        | Squadra         | Comp            | Pres       | Reti       | Comp            | Pres            | Reti            | Comp               | Pres               | Reti               | Comp        | Pres        | Reti        | Pres   | Reti   |
| --------------- | --------------- | --------------- | ---------- | ---------- | --------------- | --------------- | --------------- | ------------------ | ------------------ | ------------------ | ----------- | ----------- | ----------- | ------ | ------ |
| 2013-2014       | Sion            | SL              | 1          | 1          | CS              | -               | -               | -                  | -                  | -                  | -           | -           | -           | 1      | 1      |
| 2014-2015       | Sion            | SL              | 19         | 6          | CS              | 3               | 0               | -                  | -                  | -                  | -           | -           | -           | 22     | 6      |
| 2015-2016       | Sion            | SL              | 21         | 2          | CS              | 4               | 0               | UEL                | 4                  | 0                  | -           | -           | -           | 29     | 2      |
| 2016-2017       | Sion            | SL              | 11         | 0          | CS              | 1               | 0               | -                  | -                  | -                  | -           | -           | -           | 12     | 0      |
| Totale Sion     | Totale Sion     | Totale Sion     | 52         | 9          |                 | 8               | 0               |                    | 4                  | 0                  |             | -           | -           | 64     | 9      |
| 2017-2018       | Lucerna         | SL              | 8          | 1          | CS              | 2               | 0               | UEL                | -                  | -                  | -           | -           | -           | 10     | 1      |
| Totale carriera | Totale carriera | Totale carriera | 60         | 10         |                 | 10              | 0               |                    | 4                  | 0                  |             | -           | -           | 74     | 10     |

## Palmarès
- Coppa Svizzera: 1

Sion: 2014-2015
- Challenge League: 1

Servette: 2018-2019